# Club Deportivo Huehueteco Xinabajul
Maillots
Actualités
Le Club Deportivo Huehueteco Xinabajul est un club guatémaltèque de football basé à Huehuetenango. 

## Histoire
- 1978 : Fondation du club sous le nom de Club Deportivo Huehueteco Xinabajul